# 청주 운용사 석조여래좌상
청주 운용사 석조여래좌상은 충청북도 청주시 상당구에 있다. 2015년 4월 17일 청주시의 향토유적 제11호로 지정되었다.

## 개요
고려시대 불상으로 불교미술연구에 귀중한 자료이다.